# خردگرایی انتقادی
خردگرایی یا عقلگرایی انتقادی یا عقلانیت نقاد فلسفه‌ای معرفت‌شناسانه است که کارل پوپر آن را به پیش برد. پوپر دربارهٔ خردگرایی انتقادی در آثارش جامعه باز و دشمنان آن جلد دوم و حدس‌ها و ابطال‌ها نوشت.
کارل پوپر در دهه ۳۰ سده بیستم این نظریه را مطرح کرد. با نظریه او عقلگرایی کلاسیک کنار گذاشته می‌شود زیرا این نظریه حقیقت و یقین را با هم می‌آمیزد، ولی به باور پوپر یقینی وجود ندارد.

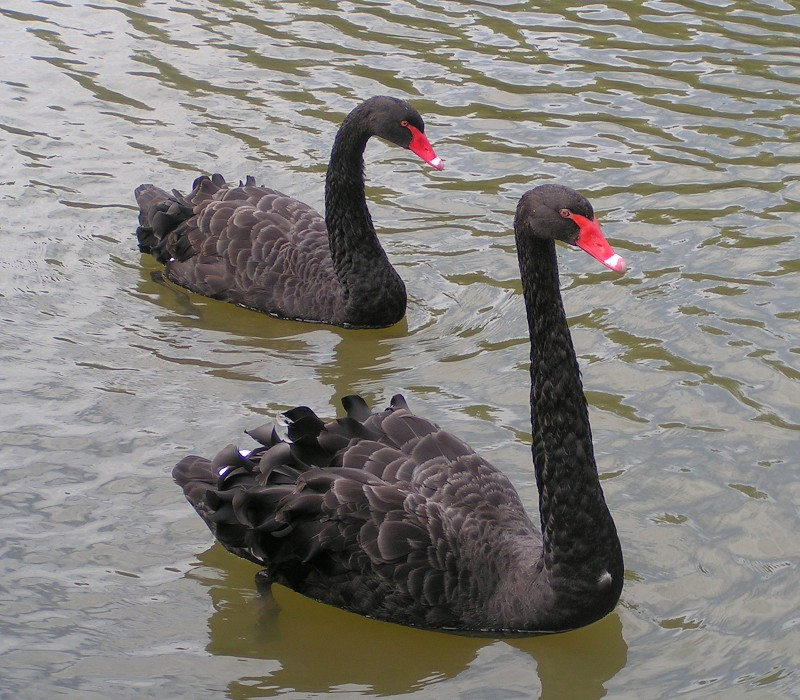
آیا همهٔ قوها سفید هستند؟ دیدگاه کلاسیک فلسفه علم این است که هدف علم «اثبات کردن» چنین فرضیات یا استنتاج آن‌ها از داده مشاهده‌ای است. این ممکن به نظر نمی‌رسد، زیرا نیازمندمان می‌کند قانونی عمومی را از شماری مورد خاص استنباط کنیم که از نظر منطقی پذیرفتنی نیست. به هر حال، اگر یک قوی سیاه پیدا کنیم، منطق به ما اجازه می‌دهد نتیجه بگیریم که این گزاره که همهٔ قوها سفیدند نادرست است. در نتیجه ابطال‌گرایی در جهت پرسشگری، ابطال کردن، فرضیه، به جای اثبات آن تلاش می‌کند.

خردگرایان انتقادی بر این باورند که نظریات علمی و هر ادعای دیگری در خصوص معرفت را می‌توان و باید نقد کرد و (اگر محتوای تجربی دارند) می‌توان و باید آزمود که ممکن است ابطالشان کند. در نتیجهً آنان ادعاها در خصوص دانش را می‌شود به‌طور اصولی یا مقایسه‌ای ارزیابی کرد. یا ابطال‌پذیر و نتیجتاً تجربی‌اند (در معنای خیلی وسیع)، یا غیرابطال‌پذیر و نتیجتاً غیرتجربی هستند. آن ادعاها در خصوص معرفت که احتمالاً از نظر تجربی ابطال‌پذیرند را می‌توان به بدنه علم تجربی واگذاشت و بعدتر بر این اساس متمایز کرد که نگه داشته شوند یا بعدتر واقعاً ابطال شوند. اگر نگه داشته شوند، تمایز بیشتری بر مبنای میزان مخالفت با نقادی که دریافت کرده‌اند، و شدت آن نقدها، و این که تئوری چقدر محتمل است متمایز کرد و کم‌احتمال‌ترین تئوری که هنوز در برابر تلاش در جهت ابطال کردن مقاومت می‌کند ترجیح داده خواهد شد.